# Unione operai escursionisti italiani
L'Unione operai escursionisti italiani (UOEI) è un'associazione alpinistica indipendente e apartitica.
Fu fondata a Monza il 29 giugno 1911 da Ettore Boschi con l'idea che l'associazione potesse essere un modo per impiegare il tempo libero degli operai, migliorare la loro formazione morale, culturale e civica e allontanarli dalle osterie. A sostenere la nascita dell'associazione vi furono tra gli altri: Claudio Treves, Leonida Bissolati, Giovanni Bertacchi, l'Avanti!, la Società Umanitaria. La quota annua associativa era di una lira; i soci sostenitori versavano invece 2,50 lire. Nel 1915 con l'avvento della prima Guerra Mondiale Ettore Boschi partì volontario negli arditi in Adamello e la presidenza passò a Emilio Camesasca (1915); Cesare Fontana (1916); Attilio Volpi (1919); Enrico Berti per il decennale di fondazione (1911-1921), Guido Morosini (1921) e Giacomo Voltolini dal settembre 1925, data in cui il Comitato Centrale si trasferì da Milano a Brescia.
Da questa esperienza, nel 1920, nacque la SOSAT, sezione della SAT trentina.
Terminata la guerra del 1915-1918, l'escursionismo in montagna ebbe un forte incremento e di pari passo le sezioni uoeine ma non solo. Con l'avvento del regime fascista che non vedeva di buon occhio le tante associazioni escursionistiche e non, iniziò a fare pressione e infine per meglio controllarle impose che tutte le associazioni si dovessero raccogliere sotto la sigla della O.N.D. (Opera Nazionale Dopolavoro). La UOEI aveva quasi 150 sezioni sparse sul territorio italiano, e dopo anni di pressioni da parte delle autorità fasciste e anche interne, la UOEI fu costretta ad aderire, cosciente che avrebbe perso la propria autonomia. A Brescia il 2 maggio 1926 fu firmata l'annessione alla O.N.D. dal presidente nazionale Giacomo Voltolini, presente il fondatore Ettore Boschi da sempre favorevole. A peggiorare la difficile situazione il 2 novembre 1926 il (o ex) pres. nazionale e pres. della sez. di Brescia Giacomo Voltolini ricevette una lettera dal gerarca fascista Augusto Turati capo dell'O.N.D. di questo tono: "Caro Voltolini, ho ricevuto il suo saluto con fotografia in posa napoleonica. La ringrazio, ma desidero che di UOEI non si parli più, oggi esiste solo l'Opera Nazionale Dopolavoro Escursionistica (poi FIE). Ci siamo intesi?". Dopo questa lettera molto esplicita e ulteriori pressioni fu convocata a Brescia un'assemblea straordinaria dei soci che votò per l'autoscioglimento della UOEI e gli (ormai) ex uoeini votarono per fondare da subito la "Società Escursionisti Ugolino Ugolini" in memoria dell'indimenticato primo segretario della sezione bresciana. Questo accadde il 29 dicembre 1926.
Nel 1945 da Firenze venne lanciato alla radio dall'uoeino Giulio Tofanari un caloroso appello perché si riaprissero le sedi della UOEI. La nuova Unione manteneva intatto il suo "invitto gagliardetto" che fu consegnato al rappresentante del nuovo Comitato Centrale Ennio Zelioli (UOEI Cremona) dall'anziano e commosso ex pres. Nazionale Giacomo Voltolini a Brescia (1946)  durante il primo Congresso delle rinate Sezioni che l'aveva celato al sicuro per tutto il ventennio fascista.
Nell'anno 2011 la UOEI ha compiuto cento anni, con 14 sezioni e 6500 iscritti. Per l'importante e storico traguardo è stato stampato il libro "U.O.E.I. CENTO ANNI DI ORIZZONTI", autori Francesco Fernandes e Alberto Benini a cura di Piergiorgio Finulli (U.O.E.I. Brescia) e presentato a Bergamo dove si sono svolti i tanti appuntamenti celebrativi del centenario tra i quali una Mostra Fotografica itinerante. Molto suggestiva è stata l'accensione di un grande falò sul Monte Tesoro, luogo dove Ettore Boschi, Leonida Bissolati, Torquato Sironi e Guido Rey scrissero lo statuto il 29 giugno 1911.